# Pere Nunyes
Pedro Nunes, ou em sua versão catalã Pere Nunyes (m. 1554) foi um pintor renascentista português activo em Barcelona na primeira metade do século XVI.
Estabelecido na cidade entre 1508 e 1516, Pedro Nunes é um continuador da escola renascentista de pintura barcelonesa. Em geral trabalhou em companhia de outros artistas, como seu compatriota Henrique Fernandes. Obras consideradas integralmente suas são um retábulo dedicado a São Elói, hoje no Museu Nacional de Arte da Catalunha, e o Políptico da Santa Cruz da capela de Sant Feliu na Igreja dos Santos Justo e Pastor, em Barcelona, ambos realizados por volta de 1528.

## Outras obras
- Retábulo da Capela do Santíssimo (Riner)
- Portas do Retábulo de Santo Elói dos Ourives (1526-29)
- Políptico da Santa Cruz (1525-1530)